# Riboviria
Riboviria — царство вірусів, що включають усі РНК-віруси і віроїди, які реплікуються за допомогою РНК-залежної РНК-полімерази.

## Таксономія
- царство Orthornavirae
- царство Pararnavirae
- родини incertae sedis
  - Polymycoviridae
  - Sarthroviridae
- роди incertae sedis
  - Albetovirus
  - Aumaivirus
  - Papanivirus
  - Virtovirus